# Francisca Bazán de Laguna
Francisca Bazán de Laguna (San Miguel de Tucumán, 1744-San Miguel de Tucumán, 1823) fue una mujer argentina, conocida por ser la propietaria de la casa que funcionó como sede del Congreso de Tucumán, donde el 9 de julio de 1816 se realizó la Declaración de independencia de la Argentina.Además anteriormente la casa sirvió como centro médico y de apoyo para la batalla de Tucumán en 1812. Por ello se la considera como una de las mujeres ilustres en la Historia Argentina.

## Biografía

### Primeros años y familia
Francisca Bazán de Laguna nació en Tucumán hacia 1744, en una tradicional familia acomodada y de alto prestigio de esta ciudad, siendo hija de Juan Antonio Bazán y de Petrona Estevés.
Hacia fines del siglo XVI, el alcalde Diego Bazán y Figueroa construyó su vivienda en el terreno que hoy ocupa la Casa de la Independencia. En 1775 la casa pasó a ser propiedad de Francisca, recibiéndola como dote de sus padres. Ella siempre residió en esa vivienda. El característico frente de la casa, con sus columnas torsas, fue construido bajo su propiedad, ya que este tipo de ornamentación apareció en el norte de Argentina a finales del siglo XVIII.
En 1762, se casó con el español Miguel de Laguna y Ontiveros, quedando viuda en 1806. Entre los hijos del matrimonio, se destacan el doctor Nicolás Valerio Laguna Bazán, nacido en 1772, que tuvo participación activa en el Cabildo abierto de junio de 1810 mostrándose partidario de la Revolución de Mayo, que fuera elegido diputado a la Asamblea del Año XIII y tres veces gobernador de la provincia de Tucumán.

### Congreso de Tucumán

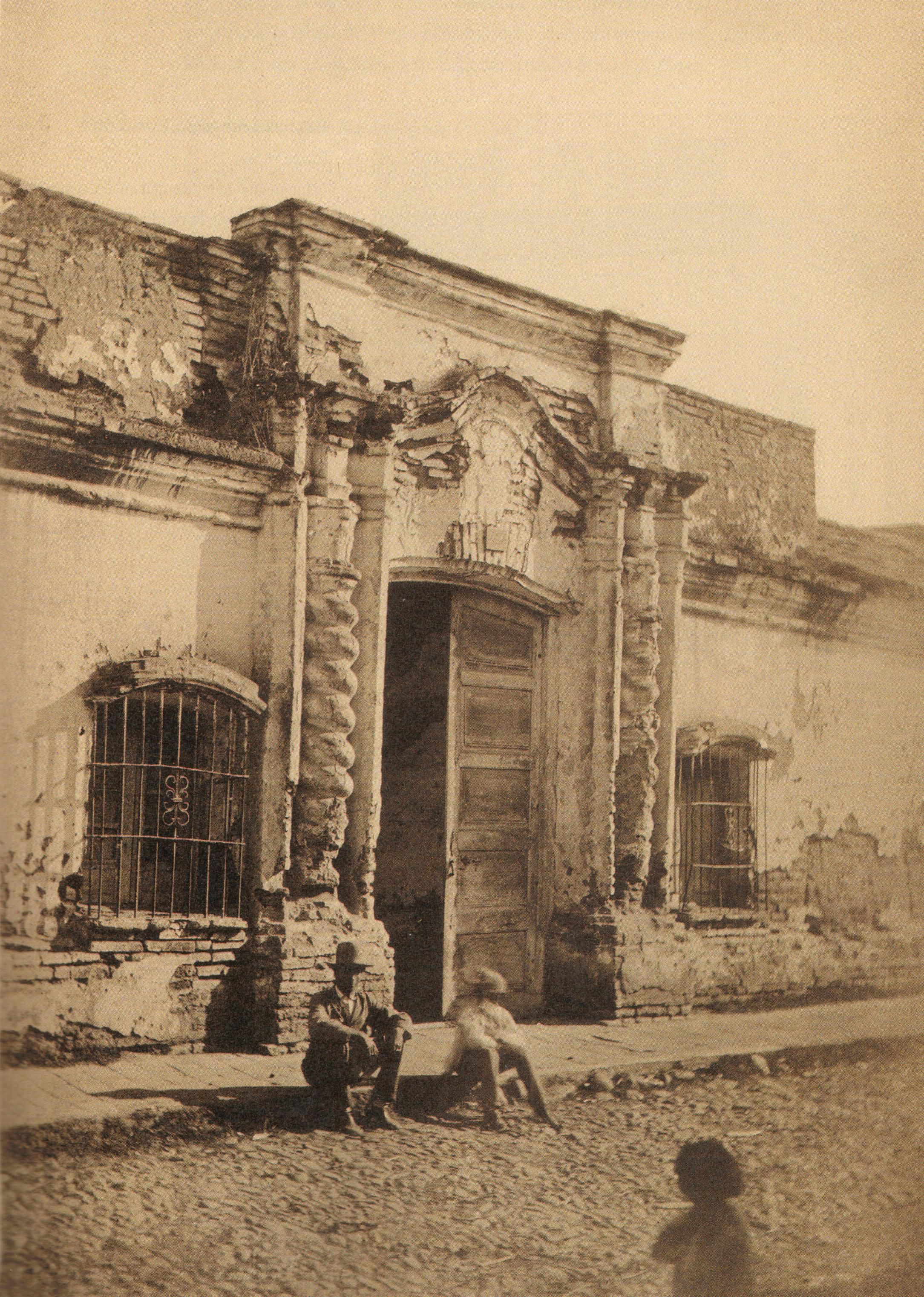
Fachada de la Casa de Tucumán hacia 1869.

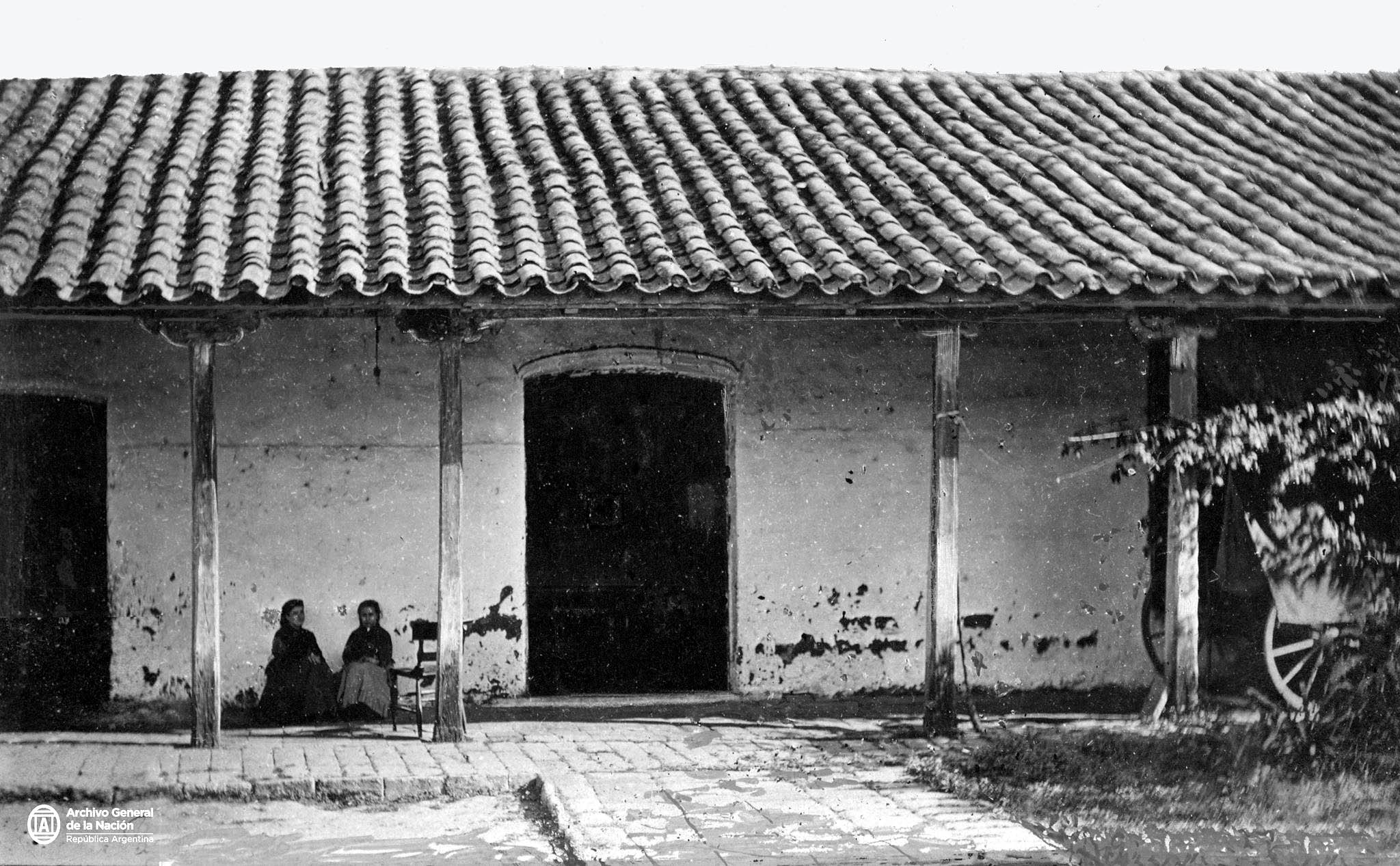
La entrada al salón de la Jura desde uno de los patios internos de la casona, Foto original de 1869.

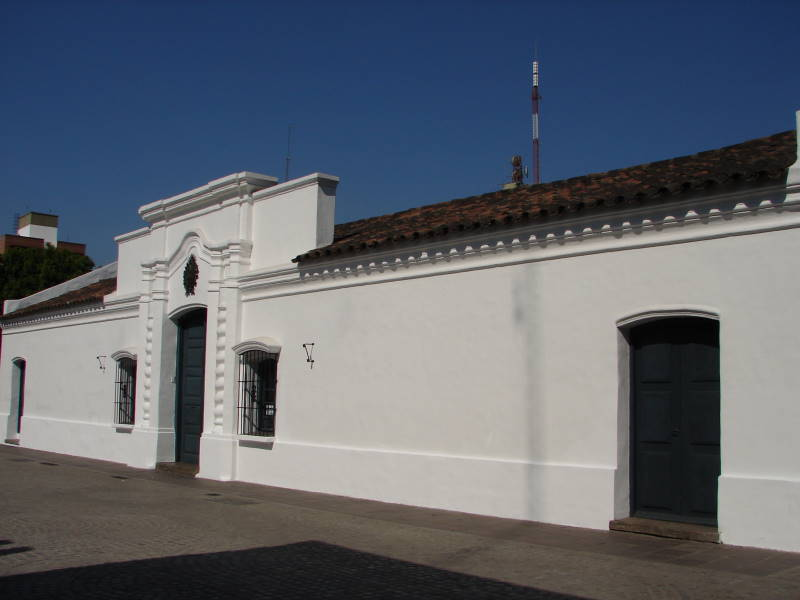
Fachada de la Casa museo en la actualidad.

En 1816, debido a la necesidad de contar con un edificio para las sesiones del Congreso que se reunia en Tucumán, se optó por la Casa de Francisca. La tradición afirma que ella prestó la casa para las sesiones, debido a la falta de otros locales apropiados o que tuvieran las medidas adecuadas. Pero investigaciones posteriores consideran, que el Estado Provincial dispuso usarla, ya que gran parte de la Casa estaba alquilada para la Caja General y Aduana de la Provincia.
Francisca tenía 72 años en el momento de la declaración de Independencia de las Provincias Unidas del Río de la Plata. Ella se sentía orgullosa de que su casa fuera la sede del Congreso. También expresó sus deseos de saludar y hablar con Manuel Belgrano, porque le tenía mucho afecto. En el momento de las sesiones del Congreso se instaló en una casa contigua, también de su propiedad. Cuando el Congreso se trasladó a Buenos Aires, retornó a la vivienda.
Una de las hijas de Francisca, Gertrudis Laguna y Bazán, se casó con Pedro Antonio de Zavalía y Andía. La hija de ambos, Carmen Zavalía Laguna, heredó la casa de parte de su abuela y adquirió el resto a los otros herederos, convirtiéndose así en la única propietaria. Sus hijos fueron los últimos miembros de la familia dueños del inmueble, ya que lo vendieron en 1874 al Gobierno Nacional por 200 000 pesos de la época.

## Homenajes
Una escuela rural en el paraje de Monteros, Sargento Moya, de la provincia de Tucumán lleva su nombre.
Una carrera hípica del hipódromo "La Punta" de la provincia de San Luis lleva su nombre.
La calle Pasaje Bazán de Laguna en San Miguel de Tucumán también lleva su nombre.